# Longin Janeczek

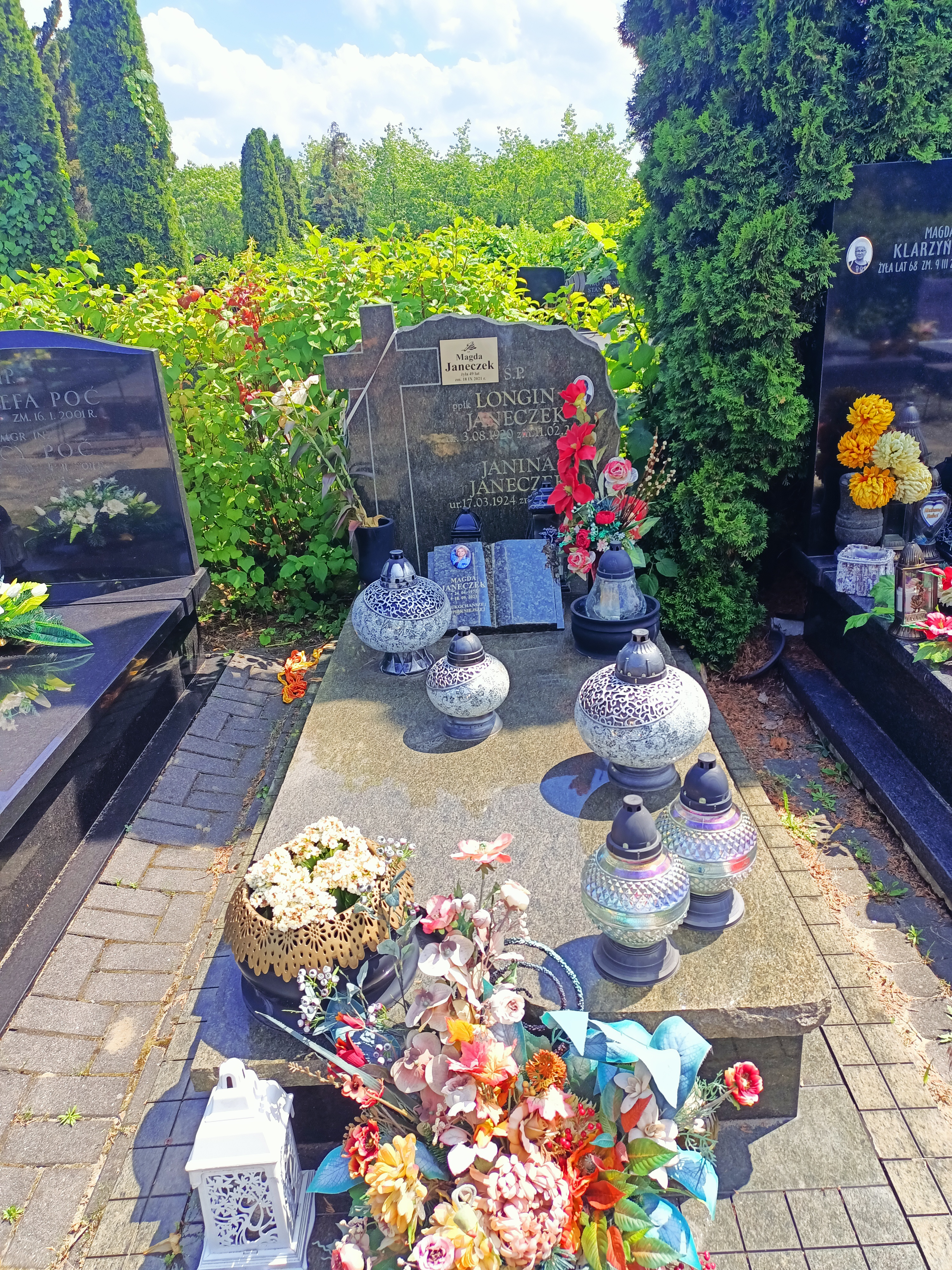
Grób Longina Janeczka na Cmentarzu Komunalnym Północnym w Warszawie

Longin Jan Janeczek (ur. 3 sierpnia 1920 w Łodzi, zm. 11 lutego 2001 w Warszawie) – polski piłkarz i trener piłkarski; podpułkownik Wojska Polskiego.

## Piłkarz
Wychowanek Tramwajarza Łódź, z którego pod koniec lat 30. trafił do Łódzkiego Klubu Sportowego.
W czasie II wojny światowej brał udział w konspiracyjnych rozgrywkach ligowych w Łodzi, broniąc barw drużyny Wicher.
Po wojnie przez rok grał w Pafawagu Wrocław, po czym wrócił do ŁKS. W jego barwach występował do 1950, strzelając w I lidze 32 bramki. 3 czerwca 1948 zdobył hat-tricka w wygranym 6:2 derbowym meczu z Widzewem Łódź.
Jego następnym i ostatnim klubem w karierze była Legia Warszawa, z którą w 1955 i 1956 zdobył po dwakroć mistrzostwo oraz Puchar Polski.

## Trener
Na początku swej kariery trenerskiej szkolił młodzież Legii Warszawa. W 1962 wraz z jej juniorami zdobył wicemistrzostwo Polski, przegrywając w finale ze swoim byłym klubem, ŁKS.
Od 1 lipca1965 do 30 czerwca 1966 był trenerem Legii Warszawa. W latach 1966–1967 oraz 1976 był pierwszym szkoleniowcem Łódzkiego Klubu Sportowego. Ponadto prowadził również Jagiellonię Białystok, dwukrotnie RKS Ursus oraz dwukrotnie Zawiszę Bydgoszcz. Został pochowany na Cmentarzu Komunalnym Północnym w Warszawie (kwatera: S-I-7/8 rząd:14, grób:4).